# 조성 (음악)
조성(調性, tonality)이 있는 음악은 음악에 쓰이는 화성이나 멜로디가 하나의 음 또는 하나의 화음을 중심으로 하여 일정한 음악관계를 가지고 있을 경우를 말한다. 따라서 조성이란 음악이 경과하는 속에서 볼 수 있는 음 현상이며, 중심이 되는 음과 화음의 지배가 그 음악에 있느냐 없느냐에 따라 그 음악의 조성이 있느냐 없느냐가 결정된다. 그리고 그 같은 중심이 되는 음을 '으뜸음(主音)', 화음을 '으뜸화음(主和音)'이라 한다. 예를 들어 다장조라 하면 다음을 으뜸음으로 한 장음계로써 단적으로 나타낼 수 있다. 그리고 음계를 바탕으로 하여 작곡하면 다음을 으뜸음으로 한 조성을 가지는 음악을 만들기 쉽다.
조성이라는 말은 본래 기능화성에서의 조(調)의 확대개념으로서 19세기 초에 생긴 개념이다. 그러나 20세기 초의 기능화성을 바탕으로 하지 않은 음악의 출현으로, 또 한편으로 민속음악이나 오랜 중세음악의 연구로 조성의 개념은 더욱 확대하였다. 결국 이 음악에서는 기능화성을 쓰고 있지는 않으나, 분명히 으뜸음에 상당하는 것이 있으며 으뜸음의 지배성이 인정되기 때문이다. 따라서 조성이라고 하였을 때 현재 두 가지 해석이 있다.
1. 좁은 뜻으로는, 기능화성법을 따른 것으로서 이것을 다른 것과 구별하기 위하여 '화성적 조성'이라고 부르기도 한다. 가령 멜로디뿐인 경우일지라도 기능화성적 배려 아래 작성되었다면 화성적 조성은 성립한다.
2. 넓은 뜻으로는, 으뜸음의 지배적 관계가 인정되는 음악 일반을 가리킨다. 이것은 화성적 조성에 대해 '멜로디적 조성'이라고 할 수 있다. 가령 교회선법으로 하는 음악의 마침음(終止音, Finalis)이나 민요에서 보는 중심음의 지배성(支配性) 등이다. 여기서 조성은 멜로디의 프레이즈마다 같은 음에서 마친다든가, 또는 특정한 음에 길게 멈춘다든가, 또는 그 음을 창조한다든가 하여 항상 으뜸음으로 나가려고 하는 긴장감을 가진 멜로디의 움직임 과정에서, 그리고 으뜸음에서 마침으로써 나타난다.

물론 조성이라고 할 경우에는 흔히 (1)의 의미로 사용하고 있으며, (2)의 의미로는 무조(無調)가 아니라는 의미에서 조성의 영역으로 분류되고 있음에 불과하다. 그리고 두 가지 다른 조를 동시에 사용하는 복조(複調) 또한 많은 조를 동시에 사용하는 다조(多調) 등이 있다.

## 다른 표기법과 사용
- 영문 표기 시, 장음계 조성의 이름을 축약어로 표현 시 해당 으뜸음 이름의 로마자를 대문자로 표기하여 으뜸음 이름만 표기하기도 한다. 가령 다장조의 영문 표기 시 'C major'는  줄여서 'C'라고 쓰기도 한다. 이와 마찬가지로, 단음계 조성의 이름을 축약어로 표현 시 으뜸음 이름의 로마자를 소문자로 표기하여 으뜸음 이름만 표기하기도 한다. 가령 가단조의 영문 표기시 'A minor'를 줄여서 'a'라고 쓰기도 한다.[1]

## 같이 보기
- 음악
- 조표 (음악)
- 음계
- 음률

- 음악의 역사
- 해리 파치

1. ↑  “StackExchange - Questions - Capitalization of key names (C Minor vs. c minor)”. 《https://stackexchange.com》. 2024년 9월 8일에 확인함. |웹사이트=에 외부 링크가 있음 (도움말)